# Caproni Ca.60

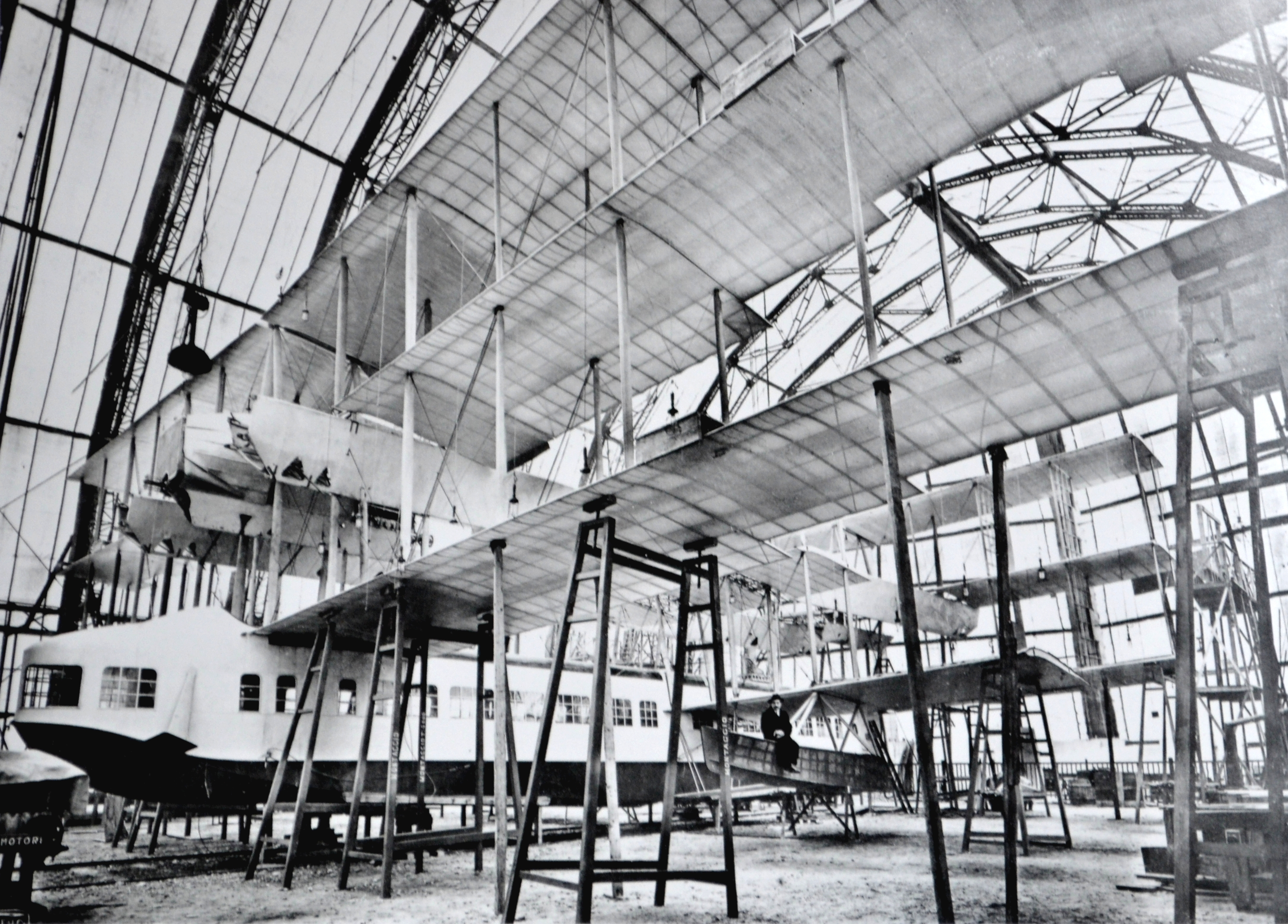
Постройка самолёта.

Caproni Ca.60 Noviplano, также известный под именами Transaereo и Capronissimo — экспериментальная летающая лодка-авиалайнер. Основное назначение прототипа — обкатка решений перед постройкой 150-местного трансатлантического лайнера. 
Самолёт имел необычную аэродинамическую схему: девять крыльев были расположены тандемом в трёх пакетах по трипланной схеме. Другими словами, это был тройной триплан. Крылья были позаимствованы с бомбардировщиков-трипланов, оставшихся после Первой мировой войны. Ca.60 был оснащён восемью двигателями Liberty L-12 суммарной мощностью в 3000 л. с. По бокам от фюзеляжа была установлена пара поплавков-аутригеров.
Машина совершила два непродолжительных полёта. 2 марта 1921 года пилот разогнал самолёт до 80 км/ч и произвёл отрыв от воды. В ходе небольшого пролёта самолёт показал удовлетворительные качества пилотирования, несмотря на наличие тенденции к кабрированию. Второй и последний испытательный полёт был совершён 4 марта 1921 года. Самолёт взлетал на скорости 100-110 км/ч. Практически сразу после взлёта нос самолёта резко задрался вверх. Пилот попытался выровнять машину, но на высоте 18 метров самолёт потерял подъёмную силу, разрушился и рухнул в воду. Пилот и бортинженеры не пострадали. Позже самолёт был восстановлен, но некоторое время спустя сгорел при загадочных обстоятельствах.
Полёт самолёта изображён Хаяо Миядзаки в анимационном фильме «Ветер крепчает».

## Характеристики
- Экипаж: 8 человек.
- Пассажировместимость: 100 человек.
- Длина: 23,45 м
- Высота: 9,15 м
- Размах крыльев: 30 м
- Площадь крыла: 836 м²
- Масса снаряжённого: 26 000 кг
- Двигатели: Жидкостного охлаждения 8× Liberty L-12 (400 л. с. — 298 кВт)
- Крейсерская скорость: 130 км/ч
- Дальность: 660 км
- Тяговооружённость: 11 Вт/кг.